# François de Malherbe
François de Malherbe [fransua demalerb] (1555 Caen – 16. října 1628 Paříž) byl francouzský básník, literární kritik a překladatel.

## Život
Pocházel z protestantské soudcovské rodiny a studoval práva v Caen, Paříži, Heidelbergu a v Basileji. Sloužil v Provence jako tajemník tamního guvernéra, královského levobočka Henriho d'Angoulême. Roku 1577 přestoupil na katolictví a v roce 1581 se oženil. Když byl jeho patron roku 1586 v hugenotských válkách zavražděn, vrátil se do Caen a působil tam jako městský soudce. Od roku 1595 žil a psal opět v Aix-en-Provence. Roku 1605 byl představen králi Jindřichu IV., který ho jmenoval královským komorníkem, a tím povýšil do šlechtického stavu. Po králově smrti si získal přízeň kardinála Richelieu a do konce života se zdržoval na francouzském královském dvoře jako uznávaný dvorní básník a vlivný kritik. Proti barokní rozevlátosti prosazoval střízlivou, srozumitelnou poezii, a svým vlivem tak pomohl ustavit francouzský klasicismus v literatuře.